# Yazda
Yazda (араб. يزدا‎, курд. یەزدا , Yazda) — базирующаяся в США всемирная езидская некоммерческая неправительственная организация (НПО), занимающаяся пропагандой, оказанием помощи и содействием. Организация «Yazda» была создана для поддержки езидов, особенно на севере Ирака, в частности в Синджаре и на Ниневийской равнине, а также на северо-востоке Сирии, где община езидов, в рамках преднамеренной «военной, экономической и политической стратегии», оказалась в центре геноцидной кампании ИГИЛ:3, которая включала массовые убийства, разделение семей, принудительное обращение в другую веру, принудительные браки, сексуальное насилие, физическое насилие, пытки, похищения и рабство. 

## История
В августе 2014 года группа езидов и езидских американских активистов в США основала движение Yazda, сосредоточенное вокруг езидских общин в Линкольне, штат Небраска и Хьюстоне, штат Техас. 
Помимо образовательных инициатив, объясняющих культуру и религию езидов, Yazda руководит Центром Язды в Иракском Курдистане и оказывает помощь жертвам геноцида и изнасилований, начавшихся в Ираке в 2014 году. 
Первой миссией Язды была пропаганда в Соединённых Штатах во время нападения ИГИЛ на Синджар. Yazda помогла, предоставив гуманитарную помощь в виде продовольствия и воды примерно 60 000 езидам, которые оказались заблокированы ИГИЛ на горе Синджар в течение недели с 3 августа 2014 года. В этот момент Yazda начала свою работу, пытаясь найти и помочь освободить езидских женщин и девочек, более 3200 из которых были захвачены, обращены в рабство и до сих пор удерживаются в заложниках Исламским государством. Эти женщины и девочки являются жертвами торговли людьми и сексуального рабства.
Центр Язды в Ираке функционирует как местная неправительственная организация. 
Yazda спонсировала несколько онлайн-петиций, направленных на помощь захваченным и порабощённым езидским женщинам. Активисты, работающие с Яздой, обратились к президенту США Бараку Обаме с просьбой помочь женщинам и девочкам, которые всё ещё находятся в плену. Ученик старших классов езидской школы из Ковентри (Англия), переехавший в Великобританию из Ирака, обратился к премьер-министру и министру внутренних дел Великобритании Терезе Мэй, государственному секретарю по международному развитию Джастине Грининг и государственному секретарю по иностранным делам и делам Содружества Филипу Хэммонду с просьбой о встрече для обсуждения путей решения кризиса. 
В августе 2015 года Луис Морено Окампо, бывший прокурор Международного уголовного суда, активист Керри Проппер и специалист по мультимедийным коммуникациям Элизабет Шеффер Браун приехали в Центр Язда в Дахуке, Курдистан, чтобы собрать свидетельские показания и записать заявления жертв. Они приступили к запуску It’s On U — лоббистской кампании с целью оказать давление на глав государств и членов Совета Безопасности ООН, чтобы те передали дело геноцида езидов в Международный уголовный суд.

### Международный уголовный суд
25 сентября 2015 года Yazda и Фонд свободных езидов при поддержке Курдского регионального правительства Ирака представили в Международный уголовный суд (МУС) подробный отчёт, в котором объясняется, как ИГИЛ с непропорционально большим числом иностранных боевиков совершил геноцид против народа езидов. В отчёте содержится просьба к международному сообществу провести официальное расследование преступлений Исламского государства (ИГИЛ) с целью привлечения ИГИЛ к ответственности за преступление геноцида против езидов. Поскольку Ирак не подписал Римский статут Международного уголовного суда, существует ограничение на помощь, которую может оказать МУС. Одним из вариантов может быть предоставление МУС ограниченной юрисдикции над регионом.

### Надия Мурад
Yazda оказывает помощь и поддержку езидской активистке Надии Мурад, езидской правозащитнице, лауреату Нобелевской премии мира и с сентября 2016 года первому послу доброй воли ООН по защите достоинства жертв торговли людьми. В августе 2014 года её похитили и удерживали боевики «Исламского государства». 16 декабря 2015 года Мурад дала показания о своём опыте в Совете Безопасности ООН.
В сентябре 2016 года адвокат Амаль Клуни выступила перед Управлением Организации Объединённых Наций по наркотикам и преступности (УНП ООН), чтобы обсудить решение, которое она приняла в июне 2016 года, дабы представлять езидскую активистку Надию Мурад в качестве клиента в судебном иске против командиров ИГИЛ.

### Организация
Yazda управляется командами волонтёров из США, Великобритании, Швеции, Германии и Ирака. Значительная часть волонтёров эмигрировала после работы переводчиками во время вторжения в Ирак в 2003 году и в других конфликтах, в которых участвовали американские военные. Аспирант из Чикаго Мэтью Барбер был исполнительным директором в течение одного года. Мурад Исмаэль является соучредителем Yazda, а её нынешним исполнительным директором является Натия Наврузова.

## Проекты
Yazda поддерживает выживших после геноцида езидов посредством многочисленных программ помощи и содействия. У Язды есть медицинский центр в Ираке, который оказывает поддержку тысячам людей, нуждающихся в первичной медицинской помощи и услугах первой помощи. У Язды также есть мобильная клиника в Синджаре для поддержки езидов в отдалённых районах и деревнях вокруг Синджара. Yazda проводит миссии по предоставлению гуманитарной помощи и услуг по оказанию помощи чистой водой, одеждой и продуктами питания как можно большему числу перемещённых лиц.

### Документирование геноцида
Проект по документированию геноцида стартовал 17 октября 2014 года. Yazda сотрудничала с организацией «Голоса Руанды», которая документировала геноцид в Руанде, с целью обучения и поддержки группы Yazda по документированию. Команда работает над записью показаний выживших езидов и очевидцев геноцида. Команда находит и исследует массовые захоронения езидов.
В 2016 году Yazda и Human Rights Watch опубликовали официальный отчёт об обнаруженных массовых захоронениях. 
В связи с этим Yazda призвала международное сообщество провести официальное расследование массовых захоронений до того, как будут утеряны доказательства на этих местах, поскольку Синджар по-прежнему является зоной военных действий, а места геноцида не охраняются. Группа также расследует общее опустошение езидской общины и ущерб, нанесённый езидской собственности после нападения ИГИЛ, а также оказывает поддержку средствам массовой информации в документировании этой истории.

### Психосоциальная поддержка и женский центр
Yazda начала психосоциальную программу в своём центре в Дахуке, Ирак, для езидских женщин и девочек, которым удалось бежать или которые были спасены от ИГИЛ. Женщины и девочки страдают от жестокого физического и психологического насилия и нуждаются в посттравматической поддержке. Yazda помогает им оправиться от травмы и реинтегрироваться в общество с помощью программ реагирования, которые помогают женщинам с помощью методов, включающих индивидуальную терапию и часто требующих длительного лечения.
Геноцидная кампания ИГИЛ против езидов привела к похищению и порабощению тысяч езидов, большинство из которых составляли женщины и девочки. Волонтёры Язды и Управление по делам езидов в Курдистане собрали имена около 5000 похищенных езидов после геноцидной кампании. Эти похищенные подвергались систематическим сексуальным надругательствам и изнасилованиям, а те, кто всё ещё остаётся заложником, сталкиваются с теми же ежедневными надругательствами и по сей день. К началу 2016 года более 2000 похищенных езидских женщин и девочек вернулись на свободу, либо сбежав, либо будучи спасёнными. Во многих случаях спасения или побега женщины и девочки воссоединялись с обездоленными семьями в тяжёлых условиях лагерей для внутренне перемещённых лиц (ВПЛ) или в ужасных условиях других мест, где нашли убежище перемещённые семьи. Некоторые беглецы потеряли всех родственников из-за резни, устроенной ИГИЛ, и у них не осталось близких родственников, к которым можно было бы вернуться. Благодаря своей программе управления делами Yazda собрала информацию о более чем 800 женщинах и девочках, которые в одиночку бежали от ИГИЛ.
Помимо психосоциальной терапии, Yazda предоставляет пострадавшим жильё, еду, одежду, топливо и другие предметы первой необходимости. Цель Yazda — создать среду, способствующую исцелению людей, переживших травму. Yazda предоставляет медицинскую и психологическую помощь, чтобы помочь им оправиться от перенесённого ими ущерба. Yazda изо всех сил пытается обеспечить выживших адекватными психосоциальными ресурсами и медицинскими услугами.

### Медицинская миссия Язды

#### Центр первичной медико-санитарной помощи лагеря Эссиан
Yazda открыла медицинскую клинику в лагере Эссиан для оказания перемещённым езидам базовой медицинской помощи. При поддержке Управления здравоохранения Дахука Язде удалось оказать нуждающимся людям первичную медицинскую помощь. По соглашению с Департаментом здравоохранения регионального правительства Курдистана Yazda несёт ответственность за предоставление всех медицинских услуг населению лагеря для внутренне перемещённых лиц Эссиан. Население лагеря превышает 14 600 человек. Yazda содержит центр физического здоровья и имеет штат из 17 человек: медсестёр, фармацевтов, помощников врачей и лаборантов, а также нескольких врачей. Источниками финансирования Yazda являются пожертвования частных лиц и организаций.

#### Мобильная медицинская клиника горы Синджар
Yazda организовала мобильную клинику для обслуживания перемещённых езидов, которые всё ещё живут в горном районе Синджар. По словам Язды, мобильная клиника Язды играет важную роль в удовлетворении потребностей людей в отдалённых районах Синджара и близлежащих деревнях с населением около 30 000 человек. Немецкая благотворительная организация Zentralrat der Yeziden in Deutschland предоставила для миссии машину скорой помощи и отправила лекарства и медицинские принадлежности.

#### Кампания по просвещению в области общественного здравоохранения
Yazda занимается обучением и пропагандой надлежащих процедур санитарии пищевых продуктов для сокращения случаев заболеваний пищевого происхождения, проводит обучение по оказанию первой помощи среди населения в лагерях для внутренне перемещённых лиц (ВПЛ) и предоставляет основные инструкции по реагированию на чрезвычайные ситуации в случаях, когда помощь квалифицированных медицинских специалистов недоступна.

### Работа по оказанию помощи
Yazda обеспечивает едой, водой, одеждой и другими предметами первой необходимости сирот сбежавших женщин и других нуждающихся людей в лагерях для внутренне перемещённых лиц. Основное внимание уделяется оказанию помощи перемещённым езидам, которые, по оценкам, составляют более 90% от первоначального езидского населения Ирака.

### Тирея Роже (Луч Солнца): Сохранение езидской культуры и религии
Tîrêja Rojê — проект Язды по сохранению езидских религиозных и культурных традиций. Проект предполагает передачу исторических традиций и культурных знаний от старшего поколения к молодому поколению. Он также предоставляет психологическую терапию, чтобы помочь перемещённым езидам восстановиться после травмы геноцида.

### Калам Зерин (Золотое перо)
Qalam Zerin — это проект, организованный езидским поэтом Мурадом Алло, который предоставляет езидским студентам университетов наставничество и поддержку в форме еженедельных встреч по темам, включающим языковые курсы, публичные выступления, письменное творчество и поддержание физического здоровья. Проект направлен на реабилитацию езидской молодёжи посредством таких мероприятий, как устные лекции, живопись, поэзия, уроки письма и различные культурные мероприятия, направленные на преодоление коллективной травмы езидского общества через молодёжь.

### Образование и поддержка детей
Yazda оказывает помощь детям, посещающим женский центр Yazda в Дахуке, а также планирует оказывать помощь перемещённым детям, которым требуются услуги спонсорства и усыновления, прямая помощь, а также поддержка в лечении травм, медицинское обслуживание и образование.